# Upper Sandusky
Upper Sandusky é uma cidade localizada no estado norte-americano de Ohio, no Condado de Wyandot.

## Demografia
Segundo o censo norte-americano de 2000, a sua população era de 6533 habitantes.
Em 2006, foi estimada uma população de 6398, um decréscimo de 135 (-2.1%).

## Geografia
De acordo com o United States Census Bureau tem uma área de
13,7 km², dos quais 13,6 km² cobertos por terra e 0,1 km² cobertos por água. Upper Sandusky localiza-se a aproximadamente 262 m acima do nível do mar.

## Localidades na vizinhança
O diagrama seguinte representa as localidades num raio de 16 km ao redor de Upper Sandusky.